# Toni Kallio
Toni Kallio, född 9 augusti 1978 i Tammerfors, är en finländsk fotbollsspelare, som sedan 2012 spelar i Ilves. Dessförinnan har han även representerat bland andra HJK Helsingfors, Molde FK och Fulham. Kallio debuterade i det finländska landslaget år 2000.